# En route !
Pour les articles homonymes, voir En route et Home.
Pour plus de détails, voir Fiche technique et Distribution.
En route ! (Home) est un film d'animation américain réalisé par Tim Johnson, sorti en 2015. Le film est inspiré du livre The True Meaning of Smekday, publié par Adam Rex en 2007.

## Synopsis
Des extraterrestres lâche nommés les Boovs, dirigée par le capitaine Smek, commence son invasion "amicale" sur Terre en délocalisant  les humains, que les Boov considèrent comme simples et rétrogradés, vers une autre parties de la planète, les Boov s’installent dans leurs maisons rapidement et sans conquête. Oh, un Boov paria sympathique sujet aux accidents, essaye d'inviter ses voisins Boov dans son appartement pour une pendaison de crémaillère, mais personne ne vient. Pendant ce temps, un jeune de 13 ans Apéritif "Tif" Tucci et son chat Porky, qui ont réussi à éviter d'être emmenés pendant l'invasion, font le tour de la ville à la recherche de sa mère Lucy.
Oh rend visite à Kyle, un agent de la circulation Boov, pour l'inviter à la fête. Cependant, Oh envoie accidentellement le courriel d'invitation à toutes les races extraterrestres de la galaxie, y compris les "Gorg", qui sont la pire menace des Boov depuis une réunion de paix ratée, au cours de laquelle le capitaine Smek a volé un artefact qu'il a ensuite surnommé "le Chuteur". Furieux contre Oh pour avoir révélé leur nouvelle maison aux Gorg, les Boov le déclarent fugitif. Oh s'enfuit du Boov, se retrouvant dans une station service, juste au moment où Tif écrase sa voiture et entre dans le magasin à la recherche de fournitures. Tif attaque Oh à vue et l'enferme dans un congélateur, jusqu'à ce qu'il promet de réparer sa voiture, qu'il transforme en un engin volant nommé "Granizor".
Pour se cacher du Boov, Oh promet d'aider Tif à trouver Lucy. Cependant, il prévoit secrètement de l'abandonner et de planquer en Antarctique, le seul endroit sur Terre sans Boov. Il tente d'abandonner Tif dans des toilettes publiques, mais est contrecarré par Kyle, qui arrive pour forcer Oh à lui donner son mot de passe de messagerie afin que Smek puisse annuler l'invitation à la fête que Oh a envoyée.
En s'échappant de Kyle, Oh et Tif se dirigent vers Paris où se trouve le centre de commandement de Boov, et parviennent à se faufiler. Oh annule l'invitation avant qu'elle n'atteigne les Gorg ; il cherche ensuite Lucy, et l'ordinateur confirme qu'elle est dans le territoire où ont etait placé les humain : en Australie, Lucy cherche également sa fille. En essayant de revenir au Granizor, Oh et Tif sont encerclé par Smek et de nombreux autres Boovs à la Tour Eiffel. Smek prévoient d’éliminer Oh pour ses nombreuses erreurs même si il a réparé la dernière, mais Tif utilise un dispositif de gravité Boov pour retourner la tour, et elle et Oh s'échappent. Oh informe Tif qu'il ne croit plus à la propagande de Smek sur les humains étant simple et arriérée, et s'excuse auprès d'elle. Ils s'envolent pour l'Australie, mais sont attaqués par des drones des Gorg, envoyés à leur recherche. Granizor est endommagé, mais Oh récupère un super composant Gorg dans un drone écrasé et l'utilise pour réparer la voiture.
Lorsqu'ils atteignent le camp de relocalisation humaine, Oh se rend compte que les autres Boov sont en train d'évacuer et craint que les Gorg ne se vengent sur Terre lorsqu'ils ne pourront pas trouver le Boov. Il essaie ensuite de convaincre Tif de fuir avec eux, mais elle refuse. Oh rejoint les Boov, et le Gorg attaque le vaisseau-mère des Boovs, mais Oh court vers les commande pour utiliser le composant Gorg pour s’éloigner du vaisseau Gorg et de la Terre. Les Boovs sont étonnés du courage d'Oh, mais Smek se met en colère et rappelle à tout le monde qu'il est le capitaine. Cependant, Oh s'oppose à Smek, lui disant qu'il est un mauvais capitaine et raconte aux Boovs ce qu'il a appris de Tif sur les humains qui s'occupent des autres contrairement à eux. Ému, les Boovs se mutine contre l’autorité de Smek et Kyle lui prend le Chuteur des mains et suggère que Oh devrait être leurs nouveau capitaine. Oh accepte à contrecœur puis il choisit de retourner sur Terre pour aidé Tif à retrouver Lucy, remplissant sa promesse.
En regardant ces retrouvailles entre la mère et la fille, Oh découvre que les Gorg cherchent en fait la pierre du Chuteur et non le Boov, Oh verrouille Tif et Lucy à l'intérieur du Granizor, et fait face seul au vaisseau-mère de Gorg qui s’apprête à détruire la planète. Tif et Lucy s'échappent et font des signes lumineux aux commandant Gorg pour attirer son attention sur Oh. Le commandant Gorg arrête le vaisseau mais Oh se trouve encore sur son chemin. Tif se précipite pour le sauver, mais Oh semble être écrasé sous le vaisseau jusqu'à ce qu'il recule et le révèle indemne. Le commandant Gorg émerge de son armure où il se révèle être une espèce ressemblant à une étoile de mer. Oh lui restitue la pierre du chuteur, qui se révèle être un œuf contenant les Embryon Gorg qui peut relancer son espèce car le Gorg est le dernier qui existe. Le Gorg Remercie joyeusement Oh et quittez la planète.
Deux semaines plus tard, les Boov ont déplacé leur colonie sur la Lune. De nombreux Boov visitent la Terre et se mêlent aux humains, qui sont restaurés dans leurs foyers d'origine. Oh emménage chez les Tuccis ; le Gord crée la nouvelle génération de son espèce et de nombreux autres extraterrestres, invités par Oh, viennent visiter la Terre pour assister à ses fêtes.

## Fiche technique
Sauf indication contraire, les informations mentionnées dans cette section peuvent être confirmées par la base de données cinématographiques IMDb,  présente dans la section « Liens externes ».
- Titre français et québécois : En route !
- Titre original : Home
- Réalisation : Tim Johnson
- Scénario : Tom J. Astle et Matt Ember, d'après le roman The True Meaning of Smekday d'Adam Rex
- Musique : Lorne Balfe
- Montage : Nick Fletcher
- Production : Suzanne Buirgy, Christopher Jenkins et Mireille Soria
- Société de production : DreamWorks Animation
- Société de distribution : 20th Century Fox
- Pays de production :  États-Unis
- Langue originale : anglais
- Durée : 94 minutes
- Genre : animation, science-fiction
- Dates de sortie[1]
  - États-Unis : 27 mars 2015
  - Belgique : 1er avril 2015
  - France : 15 avril 2015

## Distribution

### Voix originales
- Rihanna : Gratuity « Tip » Tucci, une adolescente
- Jim Parsons : Oh
- Steve Martin : Smek, le leader des Boov
- Jennifer Lopez : Lucy Tucci, la mère de Tip
- Matt L. Jones : Kyle
- Brian Stepanek : le Gorg
- Nikel W. Tierney

### Voix françaises
- Leïla Bekhti : Apéritif « Tif » Tucci, une adolescente
- Alex Lutz : Oh
- Jacques Frantz : Smek
- Guy Lecluyse : Kyle
- Ethel Houbiers : Lucy Tucci, la mère de Tif

Source: AlloDoublage

### Voix québécoises
- Philippe Martin : Oh
- Rachel Graton : Tif Tucci
- Hugolin Chevrette : Kyle
- Pascale Montreuil : Lucy Tucci
- Guy Nadon : le capitaine Smek
- Manon Arsenault : Annonceur Boov
- Julie Beauchemin : Boov
- Paul Sarrasin : Boov
- Maxime Séguin-Durand : Boov
- Claude Gagnon : Boov
- Frédéric Millaire-Zouvi : Boov

Source : Doublage Québec

## Bande originale
Discographie de Rihanna
Unapologetic
(2012) ANTI
(2016)
Singles
1. Towards the Sun
Sortie : 24 février 2015
2. Feel the Light
Sortie : 25 février 2015

### Listes des titres
| 1.    | Towards the Sun (interprété par Rihanna)       | Tiago Carvalho, Gary Go, Robyn Rihanna Fenty                                                      | Tiago, Gary Go, Kuk Harrell, Rihanna | 4:33 |
| 2.    | Run to Me (interprété par Clarence Coffee Jr.) | Jonathan Yip, Ray Romulus, Jeremy Reeves, Ray Charles McCulloch II, Coffee Jr.                    | The Stereotypes                      | 4:14 |
| 3.    | Cannonball (interprété par Kiesza)             | Tor Erik Hermansen, Mikkel Storleer Eriksen, Kiesa Rae Ellestad, Benjamin Eli Hanna, Emile Haynie | Stargate, Emile Haynie               | 3:57 |
| 4.    | As Real as You and Me (interprété par Rihanna) | Rodney "Darkchild" Jerkins, Alisha Williams, Fenty                                                | Darkchild, Paul Dawson, Harrell      | 3:40 |
| 5.    | Red Balloon (interprété par Charli XCX)        | Hermansen, Eriksen, Charlotte Aitchison, Magnus Høiberg                                           | Stargate                             | 3:26 |
| 6.    | Dancing in the Dark (interprété par Rihanna)   | Hermansen, Eriksen, Ester Dean, Maureen Anne McDonald, Fenty                                      | Stargate, Harrell                    | 3:43 |
| 7.    | Drop That (interprété par Jacob Plant)         | Plant, Fenty                                                                                      | Plant                                | 4:17 |
| 8.    | Feel the Light (interprété par Jennifer Lopez) | Hermanson, Erikson, Ellestad, Haynie                                                              | Stargate, Emile Haynie               | 4:51 |
| 36:36 |                                                |                                                                                                   |                                      |      |

### Classements
| Pays et classements (2015)                 | Meilleure position |
| ------------------------------------------ | ------------------ |
| Australie (ARIA)                           | 40                 |
| France (SNEP)                              | 171                |
| Espagne (Promusicae)                       | 76                 |
| Royaume-Uni (UK Albums Chart)              | 26                 |
| Royaume-Uni - Soundtrack Albums (OCC)      | 4                  |
| États-Unis (Billboard 200)                 | 40                 |
| États-Unis - Soundtrack Albums (Billboard) | 4                  |

## Série dérivée
Le film a donné lieu à une série d'animation, En route : Les Aventures de Tif et Oh, diffusée à partir de 2016.